# Angoscia al focolare
Angoscia al focolare (L'Angoisse au foyer) è un film muto del 1915 diretto da Louis Feuillade.

## Produzione
Il film fu prodotto dalla Société des Etablissements L. Gaumont

## Distribuzione
Distribuito in sala  dalla Société des Etablissements L. Gaumont.